# Arboga
Arboga ( pronúncia) é uma cidade da Suécia, localizada no sul da província histórica da Västmanland. Está situada a norte do lago Hjälmaren e está conectada a leste pelo rio Arbogaån ao lago Mälaren. Fica a 50 km a sudoeste de Västerås e a 41km a nordeste de Örebro. Tem uma população de cerca 11 000 habitantes. É a sede da comuna de Arboga, pertencente ao condado da Västmanland. 

É uma das poucas cidades cidades suecas que ainda tem uma parte central com edifícios tradicionais de madeira bem conservados, assim como duas igrejas medievais, uma praça antiga e calçadas de pedra. Västerlånggatan é a rua mais antiga da urbe. 
Nesta cidade teve lugar em 1435 a assembleia do reino (riksmöte), por alguns considerada o primeiro parlamento sueco, na qual Engelbrekt foi eleito condestável do reino (rikshövitsman).

Existe uma indústria de metalurgia nesta cidade. 

## História
Há relatos que a cidade de Arboga existe desde o século XIII, no entanto, a área começou a ser habitada desde 900 d.C. O nome (originalmente Arbugæ) consiste em duas palavras "Ar" que em sueco antigo significa rio e "bughi" que significa "curvatura".
A cidade já foi residência da família real de Vasa e foi palco de assembleias religiosas.
A primeira sessão do Riksdag foi realizada em Arboga em 1435. Alberto Pictor, o mais famoso artista sueco do final do período medieval, foi designado como burguês da cidade em 1465.
A cidade é uma importante ligação de tráfego, já que se unem duas rodovias, E18 e E20. Duas ferrovias, Mälarbanan e Svealandsbanan, entre Estocolmo e Hallsberg, também se unem em Arboga.

## Eventos
Bandas como Bring Me the Horizon, Arch Enemy, Architects e Dimmu Borgir gravaram álbuns em suas próprias gravações do Studio Fredman. Recentemente, o estúdio foi transferido para Gotemburgo.

## Esportes
Os principais clubes esportivos situados em Arboga são:
- Arboga Södra IF
- IFK Arboga IK
- Arboga Stad SK

## Residentes notáveis
Alexander Gustafsson, lutador de artes marciais mistas, nasceu na cidade.

## Ligações Externas
- «Sítio da Prefeitura de Arboga» (em inglês e sueco)